# Paratyphlotanais pectinatus
Paratyphlotanais pectinatus is een naaldkreeftjessoort uit de familie van de Typhlotanaidae. De wetenschappelijke naam van de soort is voor het eerst geldig gepubliceerd in 2004 door Bird.